# Cung đàn xưa
"Cung đàn xưa" là một trong những bản nhạc đầu tay (viết năm 1942), thuộc dòng nhạc tình trước 1945, của nhạc sĩ Văn Cao.
Cung đàn xưa chia làm 4 đoạn khúc rõ rệt, đoạn đầu giới thiệu cung đàn năm xưa, đoạn hai nói tới cung đàn và tiếng hát, tức cung thương và cung nam trong nhạc Đông phương, tức tiếng đàn và tiếng người, đoạn ba chuyển qua một nhịp điệu réo rắt diễn tả nét buồn trong cung đàn xưa, đoạn bốn nói đến người tình tuyệt thế giai nhân trong trí tưởng đầy mộng mị.

## Các album
- Tình khúc Văn Cao (Nhạc tiền chiến 4) (Mai Hương và Quỳnh Giao) (1995)
- Cung Đàn Xưa (Ánh Tuyết)
- Hát cho tuổi thơ 2 (Trần Thái Hòa)
- Những tình khúc vượt thời gian 10 (Cao Minh)